# Train Touristique du Cotentin

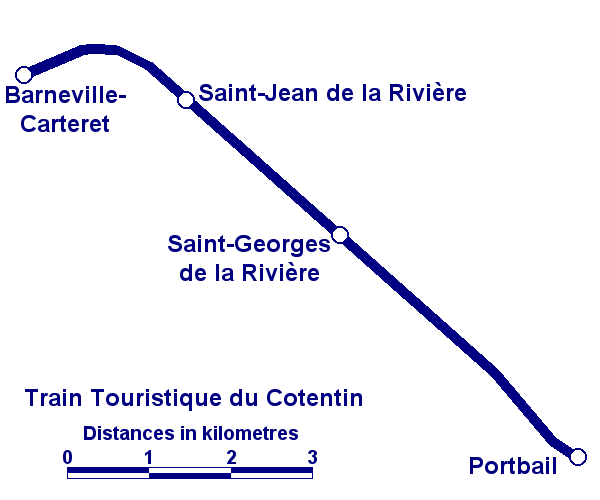
Heutige Streckenführung des T.T.C.

Le Train Touristique du Cotentin (T.T.C.), auch Train de la Côte des Isles (franz. für Inselküstenzug), ist eine Touristenbahn auf der Halbinsel Cotentin in der Normandie in Frankreich. 
Es handelt sich um eine mit Triebwagen und Garnituren aus den 1930er Jahren betriebene Strecke, die zwei der westlichen Küstenorte des Cotentin, Barneville-Carteret und Portbail, im Département Manche miteinander verbindet. Sie führt über die Haltepunkte Saint-Jean de la Rivière und Saint-Georges de la Rivière durch Bocages, Dünen und Felder immer entlang der Küste gegenüber den Kanalinseln Jersey, Guernsey, Sark und Alderney. Die eingleisige Strecke ist neun Kilometer lang und nicht elektrifiziert. Die Züge verkehren nur im Sommer. Während der Woche ist der Fahrplan auf die Markttage in Portbail und Carteret abgestimmt.

## Geschichte
Der Train Touristique du Cotentin fährt auf einer Teilstrecke der historischen Bahnverbindung Carentan-Carteret. Diese Bahnstrecke auf Normalspur ermöglichte eine Durchquerung der Halbinsel Cotentin von Osten nach Westen und verband die Bahnlinien von Cherbourg nach Caen (bzw. Paris, Gare Saint-Lazare) im Osten und von Cherbourg über Sottevast nach Coutances im Westen der Halbinsel.
Die Strecke Carteret-Portbail wird von der Association Tourisme et Chemins de fer de la Manche (ATCM) betrieben, die 1982 als Association pour la Sauvegarde du Chemin de fer Carentan-Carteret (Vereinigung zur Erhaltung der Eisenbahn Carentan-Carteret) gegründet wurde. 
Vom 21. Dezember 1988 bis 30. Juni 1994 konnte diese Vereinigung von Freiwilligen und Eisenbahnliebhabern mit Unterstützung der kommunalen Behörden den Train Touristique du Cotentin auf einer 10 km langen Strecke zwischen Carentan und Baupte mit Schienenbussen der SNCF aus den 1950er Jahren wie dem X 3825 und dem X 2426 betreiben. Nach der endgültigen Einstellung dieser östlichen Teilstrecke des T.T.C. wurde der X 2426 an die PontAuRail, eine ähnliche Gesellschaft in der Haute-Normandie verkauft, die aber 2007 ebenfalls den Betrieb ihrer Strecke einstellte. Der X 3825 kam an die Quercyrail im Zentralmassiv, die seit 2004 ebenfalls keine Fahrten mehr durchführen konnte.
Am 23. Juni 1990 wurde das westliche Teilstück zwischen Barneville-Carteret und Portbail als Touristenbahn eröffnet. Wegen der Fahrt entlang der malerischen Kanalküste konnte diese Strecke bis heute für den Tourismus erhalten werden. Die ACTM verfügt auf dieser Strecke über eine Lokomotive vom Typ BB 63069 mit dem Originalanstrich (grün mit gelben Streifen) und drei Personenwaggons der Serie Bruhat 1930 S.